# Haute-Sorne
Haute-Sorne is een gemeente in het district Delémont dat behoort tot het kanton Jura. Haute-Sorne heeft 6.828 inwoners waar de meeste de taal Frans spreken.

## Geschiedenis
Haute-Sorne is een fusiegemeente die op 1 januari 2013 is ontstaan uit de gemeenten Bassecourt, Courfaivre, Glovelier, Soulce en Undervelier.

## Geografie
De oppervlakte van Haute-Sorne bedraagt 71,06 km² en grenst aan de buurgemeenten Boecourt, Châtillon, Clos du Doubs, Courtételle, Develier, Moutier, Perrefitte, Petit-Val, Rebévelier en Soubey.
De gemiddelde hoogte van Haute-Sorne is 477 meter.

## Politiek
De burgemeester van Haute-Sorne is Jean-Bernard Vallat.